# Salvia isensis
Salvia isensis là một loài thực vật có hoa trong họ Hoa môi. Loài này được Nakai ex H.Hara miêu tả khoa học đầu tiên năm 1939.

## Hình ảnh

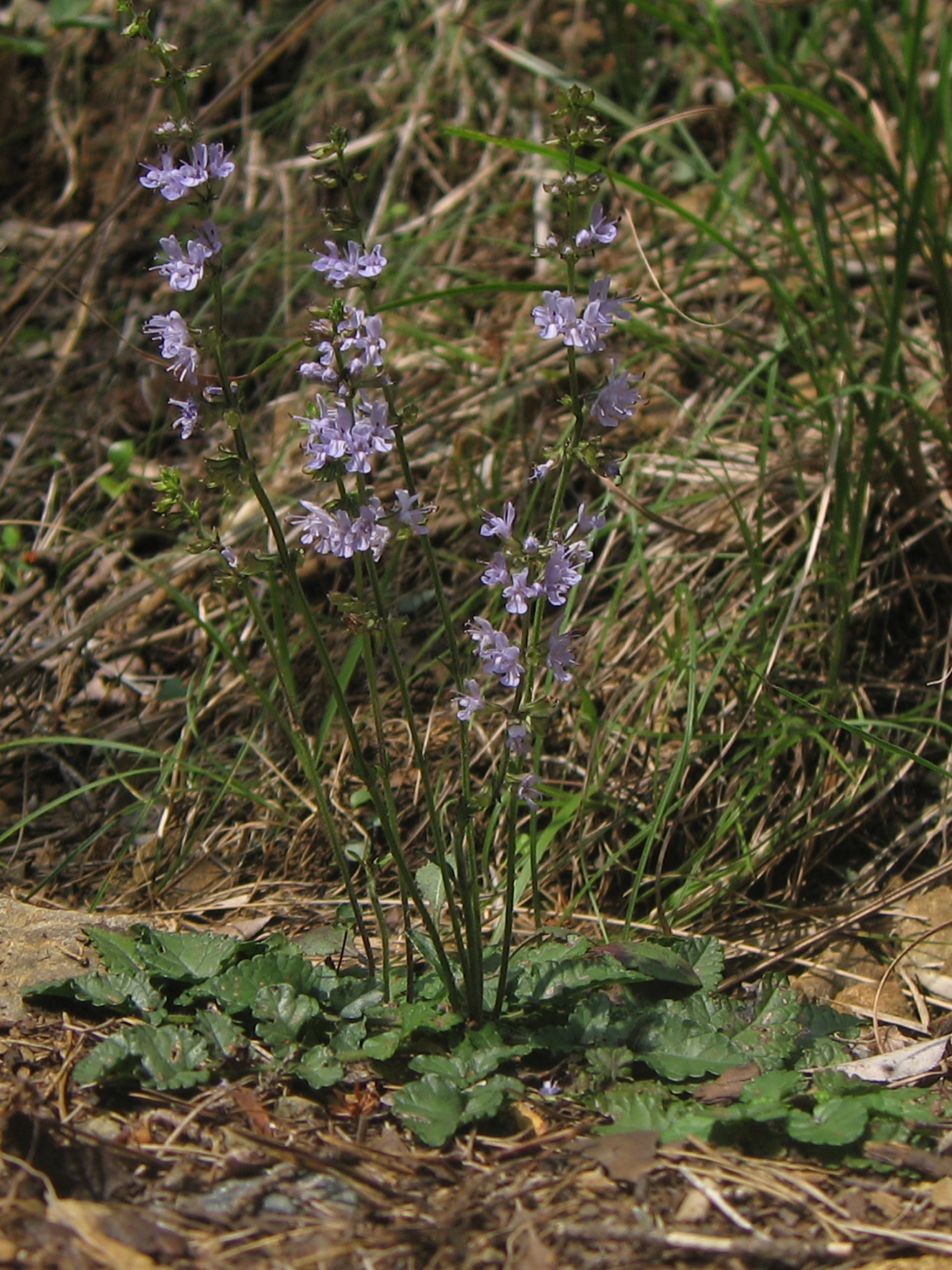
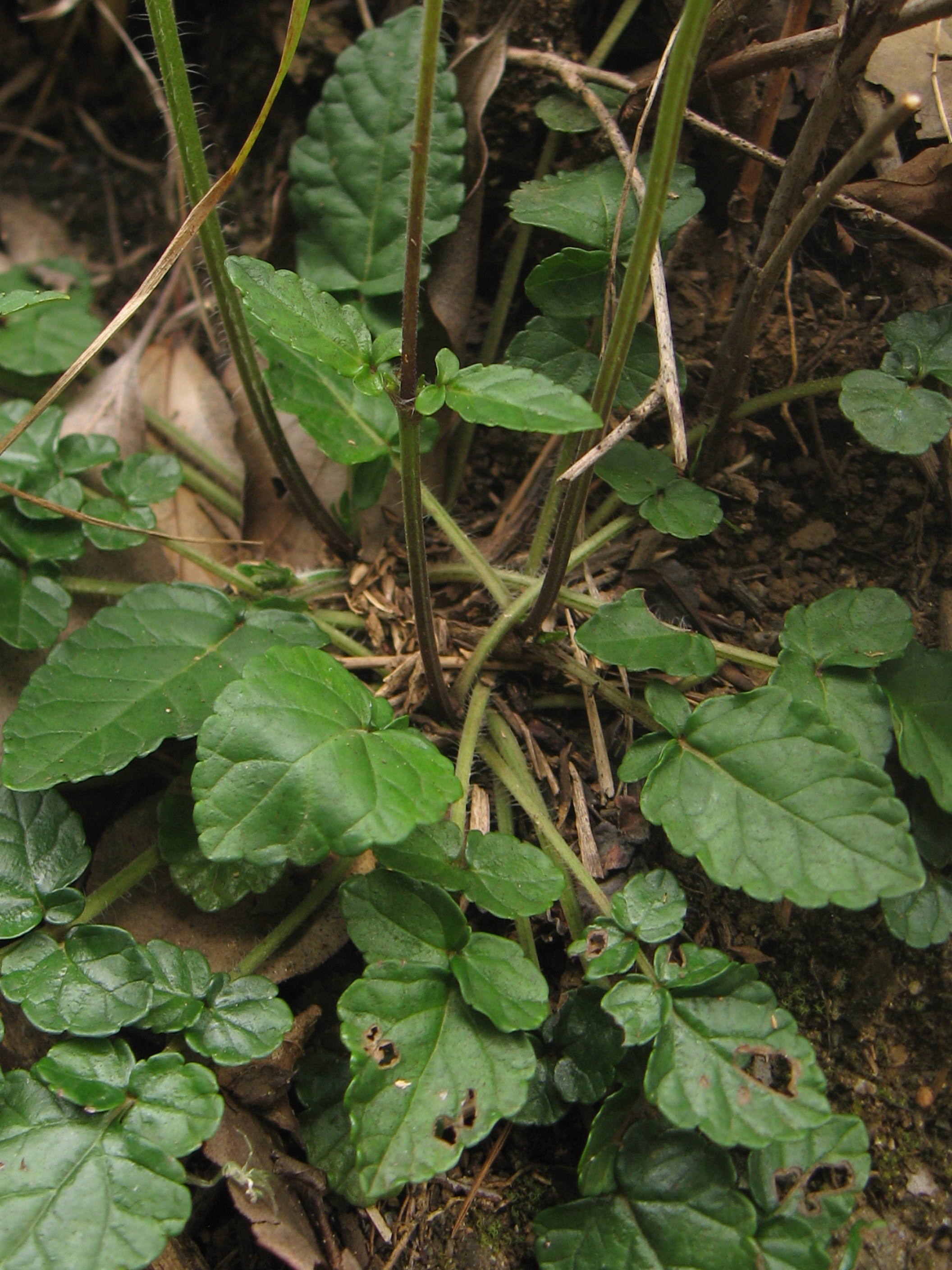
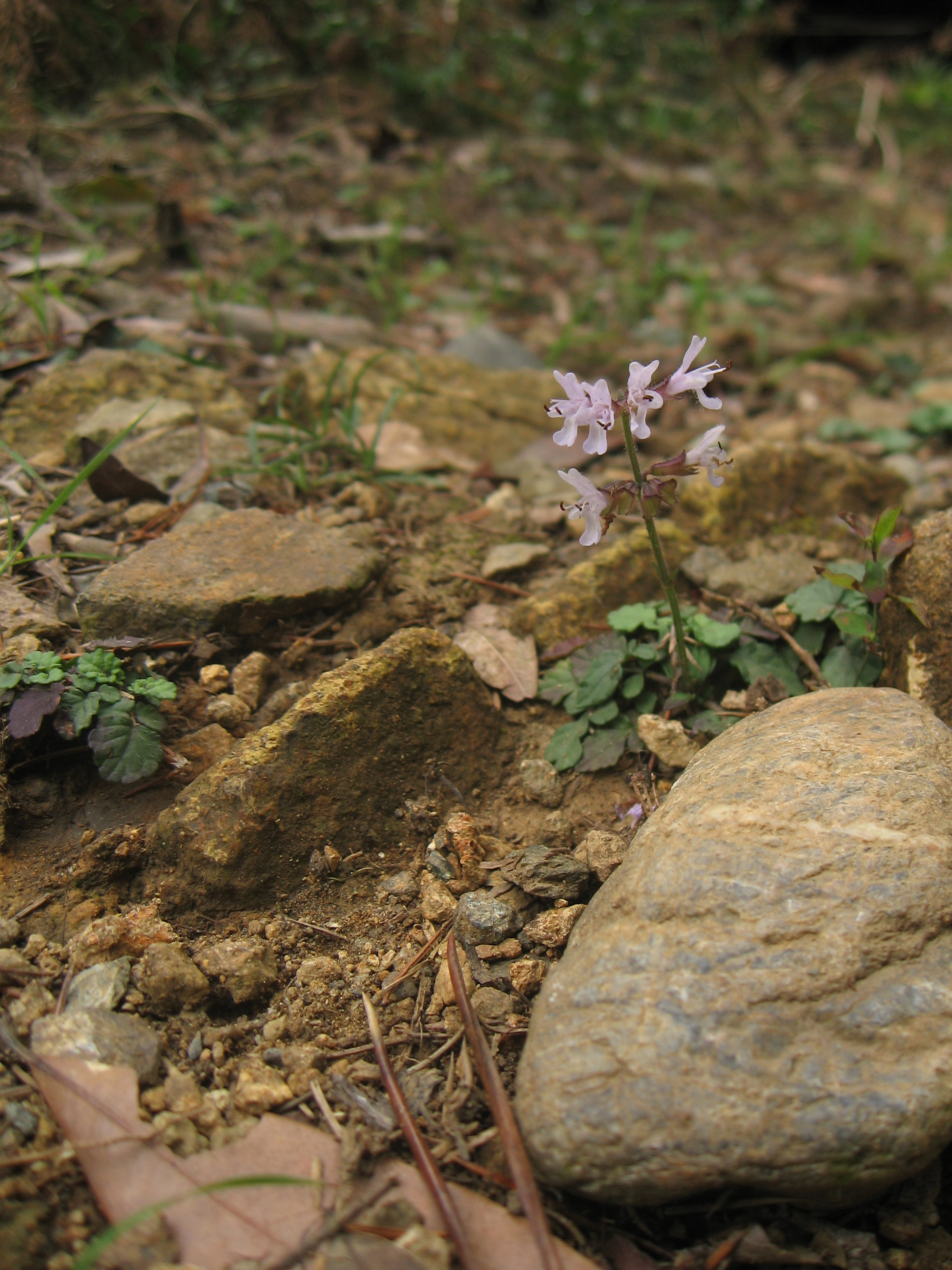